# Andre Green (football)
Pour les articles homonymes, voir Green.
Andre Green, né le 26 juillet 1998 à Solihull, est un footballeur anglais qui évolue au poste de milieu de terrain à Rotherham United.

## Biographie

### En club
Formé à Aston Villa, Andre Green participe à sa première rencontre au niveau professionnel en entrant en cours de match contre Tottenham Hotspur en Premier League le 13 mars 2016.
En août 2016, Green signe un nouveau contrat de trois saisons avec Aston Villa, alors que le club est relégué en Championship.
Le 19 août 2017, le milieu de terrain anglais inscrit son premier but sous le maillot d'Aston Villa à l'occasion d'un match de championnat contre Norwich City (victoire 4-2). Peu utilisé en équipe première, Green est prêté pour une saison au Portsmouth FC le 29 août 2018. Il inscrit cinq buts en douze matchs toutes compétitions confondues avec le club pensionnaire de troisième division anglaise avant d'être rappelé par Aston Villa le 17 janvier 2019.
Le 1er août 2019, Green est prêté pour une saison à Preston North End. Il ne joue cependant que six matchs au cours de la première partie de saison et est rappelé par Aston Villa le 1er janvier 2020, avant de repartir dans la foulée à Charlton Athletic jusqu'à la fin de la saison.

## Statistiques
| Saison                | Club                     | Championnat           | Championnat | Championnat | Coupe(s) nationale(s) | Coupe(s) nationale(s) | Compétition(s) continentale(s) | Compétition(s) continentale(s) | Compétition(s) continentale(s) | Play-offs | Play-offs | Total | Total |
| Saison                | Club                     | Division              | M.          | B.          | M.                    | B.                    | Comp.                          | M.                             | B.                             | M.        | B.        | M.    | B.    |
| 2015-2016             | Aston Villa              | Premier League        | 2           | 0           | -                     | -                     | -                              | -                              | -                              | -         | -         | 2     | 0     |
| 2016-2017             | Aston Villa              | Championship          | 15          | 0           | 2                     | 0                     | -                              | -                              | -                              | -         | -         | 17    | 0     |
| 2017-2018             | Aston Villa              | Championship          | 5           | 1           | 2                     | 0                     | -                              | -                              | -                              | -         | -         | 7     | 1     |
| 2018-2019             | Aston Villa              | Championship          | 18          | 1           | 1                     | 0                     | -                              | -                              | -                              | 3         | 0         | 22    | 1     |
| Sous-total            | Sous-total               | Sous-total            | 40          | 2           | 5                     | 0                     | -                              | -                              | -                              | 3         | 0         | 48    | 2     |
| 2018-2019             | Portsmouth FC (prêt)     | League One            | 6           | 1           | 6                     | 4                     | -                              | -                              | -                              | -         | -         | 12    | 5     |
| 2019-2020             | Preston North End (prêt) | Championship          | 4           | 0           | 2                     | 1                     | -                              | -                              | -                              | -         | -         | 6     | 1     |
| 2019-2020             | Charlton Athletic (prêt) | Championship          | 13          | 2           | 1                     | 0                     | -                              | -                              | -                              | -         | -         | 14    | 2     |
| Sous-total            | Sous-total               | Sous-total            | 23          | 3           | 9                     | 5                     | -                              | -                              | -                              | -         | -         | 32    | 8     |
| 2020-2021             | Sheffield Wednesday      | Championship          | 11          | 0           | 1                     | 0                     | -                              | -                              | -                              | -         | -         | 12    | 0     |
| 2021-2022             | Sheffield Wednesday      | League One            | 2           | 0           | 1                     | 0                     | -                              | -                              | -                              | -         | -         | 3     | 0     |
| Sous-total            | Sous-total               | Sous-total            | 13          | 0           | 2                     | 0                     | -                              | -                              | -                              | -         | -         | 15    | 0     |
| 2021-2022             | Slovan Bratislava        | Fortuna Liga          | 26          | 5           | 6                     | 2                     | C3+C4                          | 1+6                            | 1+4                            | -         | -         | 39    | 12    |
| 2022-2023             | Slovan Bratislava        | Fortuna Liga          | 25          | 6           | 5                     | 3                     | C1+C3+C4                       | 3+2+7                          | 0+2+0                          | -         | -         | 42    | 11    |
| Sous-total            | Sous-total               | Sous-total            | 51          | 11          | 11                    | 5                     | -                              | 19                             | 7                              | -         | -         | 81    | 23    |
| 2023-2024             | Rotherham United         | Championship          | 9           | 0           | 1                     | 0                     | -                              | -                              | -                              | -         | -         | 10    | 0     |
| 2024-2025             | Rotherham United         | League One            | 10          | 3           | 3                     | 0                     | -                              | -                              | -                              | -         | -         | 13    | 3     |
| Sous-total            | Sous-total               | Sous-total            | 19          | 3           | 4                     | 0                     | -                              | -                              | -                              | -         | -         | 23    | 3     |
| Total sur la carrière | Total sur la carrière    | Total sur la carrière | 146         | 19          | 31                    | 10                    | -                              | 19                             | 7                              | 3         | 0         | 199   | 36    |

## Palmarès

### En club
- Slovan Bratislava
  - Champion de Slovaquie en 2022 et 2023.